# Obora
Obora es una localidad del distrito de Blansk, en la región de Moravia Meridional, República Checa. Tiene una población estimada, a principios del año 2021, de 322 habitantes.
Está ubicada al norte de la región, a poca distancia al norte de Brno, y cerca de la orilla del río Svratka —un afluente del río Dyje que, a su vez, lo es del Danubio— y de la frontera con las regiones de Pardubice y Olomouc.